# Clean Break (Fernsehserie)
Clean Break ist eine irische Drama-Fernsehserie. Sie wurde von Octagon Films für den Fernsehsender RTÉ produziert. Die vierteilige Serie wurde vom 27. September bis zum 18. Oktober 2015 auf RTÉ One ausgestrahlt.

## Handlung
Frank hat Geldprobleme. Sein Haus soll versteigert werden. Er hat Angst, dass seine Tochter nun zu seiner Exfrau ziehen muss. Daher plant er die Familie des Bankmanagers zu entführen. Dazu arbeitet er mit zwei Kriminellen zusammen. Außerdem schlägt er dem Boxer Danny Dempsy vor sich an der Entführung zu beteiligen. Zunächst ist Danny nur wenig begeistert. Er glaubt, dass jemand verletzt werden könnte. Frank versichert ihm jedoch, dass er dafür sorgen würde, dass niemandem etwas passiert. Danny glaubt ihm und willigt ein sich an der Entführung zu beteiligen.
Wenig später entführen Danny und die beiden Kriminellen die Tochter und Ehefrau des Bankmanagers. Der Plan scheint gut zu funktionieren, bis das Mädchen schreit und Danny versucht diese zu beruhigen. Das Mädchen erkennt Danny und die beiden Kriminellen haben Angst, dass dadurch auch ihre Beteiligung an der Entführung aufgedeckt wird. Sie wollen Danny erschießen. Danny wird angeschossen, kann aber verletzt entkommen. Dann nehmen sich die Kriminellen das Lösegeld und befreien Tochter und Mutter des Bankmanagers.
Die Tochter des Bankmanagers liebt Danny und erzählt nichts von dessen Beteiligung. Dennoch wird dieser von der Bevölkerung verdächtigt etwas mit der Entführung zu tun zu haben. Die Kriminellen erklären Frank, dass sie diesem nur das Geld geben, wenn dieser Danny zu ihnen bringt. Frank erkennt, dass die Kriminellen Danny töten werden, wenn er ihn an sie ausliefert. Außerdem erfährt er, dass Danny der Freund seiner Tochter Corrina ist. Corrina ist wütend, dass ihr Vater Danny dazu überredet hat bei der Entführung mitzumachen und sagt diesem deshalb nicht wo Danny sich aufhält. Jedoch wissen auch die Kriminellen von Corrinas und Dannys Beziehung. Sie wollen Corrina benutzen, um an Danny heranzukommen.
Letztendlich stellt sich heraus, dass die Entführung nicht die Idee von Frank gewesen ist, sondern von Desmond Rane, dem Bankmanager. Er nutzte den Plan, um an das Geld heranzukommen. Er tötet die Kriminellen und tut so als sei dieses in Notwehr geschehen. Damit sind die einzigen Personen tot, die von seiner Beteiligung an der Entführung wissen. Die Polizei findet Beweismaterial nachdem Frank den Plan für die Entführung hatte. Frank wird verhaftet. Danny verlässt die Stadt auf einem Schiff und Corrina geht wieder zu ihrer Mutter.
Desmond Rane nimmt das Lösegeld und kommt mit dem Verbrechen davon, ohne dass irgendjemand etwas davon ahnt. Nur seine Tochter weiß was wirklich passiert ist und Desmond Rane ist sicher, dass diese niemals etwas erzählen wird. Er nutzt das Geld um einige wertvolle und einzigartig Briefmarken zu kaufen. Seine Tochter sieht ihn und rennt in ihr Zimmer ohne ihn anzuschauen oder etwas zu ihm zu sagen. Desmond Rane schaut auf seine Briefmarken und fängt an zu singen.

## Hintergrund
Die Serie wurde von Billy Roche erfunden. Die Regie führten Gillies MacKinnon und Damien O’Donnell. Die Geschichte spielt in der Stadt Wexford. Die Hauptdarsteller sind Aidan McArdle, Damien Molony und Adam Fergus. Billy Roche begann im Jahr 2010 das Drehbuch für die Serie zu schreiben. Die Serie wurde im November 2014 gedreht. Clean Break wurde von der Content Media Gruppe international an verschiedene Sender verkauft. Unter anderem wird sie in Frankreich, Großbritannien und Schweden gezeigt.

## DVD-Veröffentlichung
Am 23. Oktober 2015 wurde die Serie auf DVD veröffentlicht.

## Auszeichnungen und Nominierungen
Irish Film & Television Award
- 2016: Nominiert für das beste Drehbuch (Billy Roche)[11]

Writers Guild of Ireland: ZeBBie Awards
- 2016: Nominiert für das beste Fernsehdrehbuch (Billy Roche, für Episode vier)[12]